# Lisa Howard

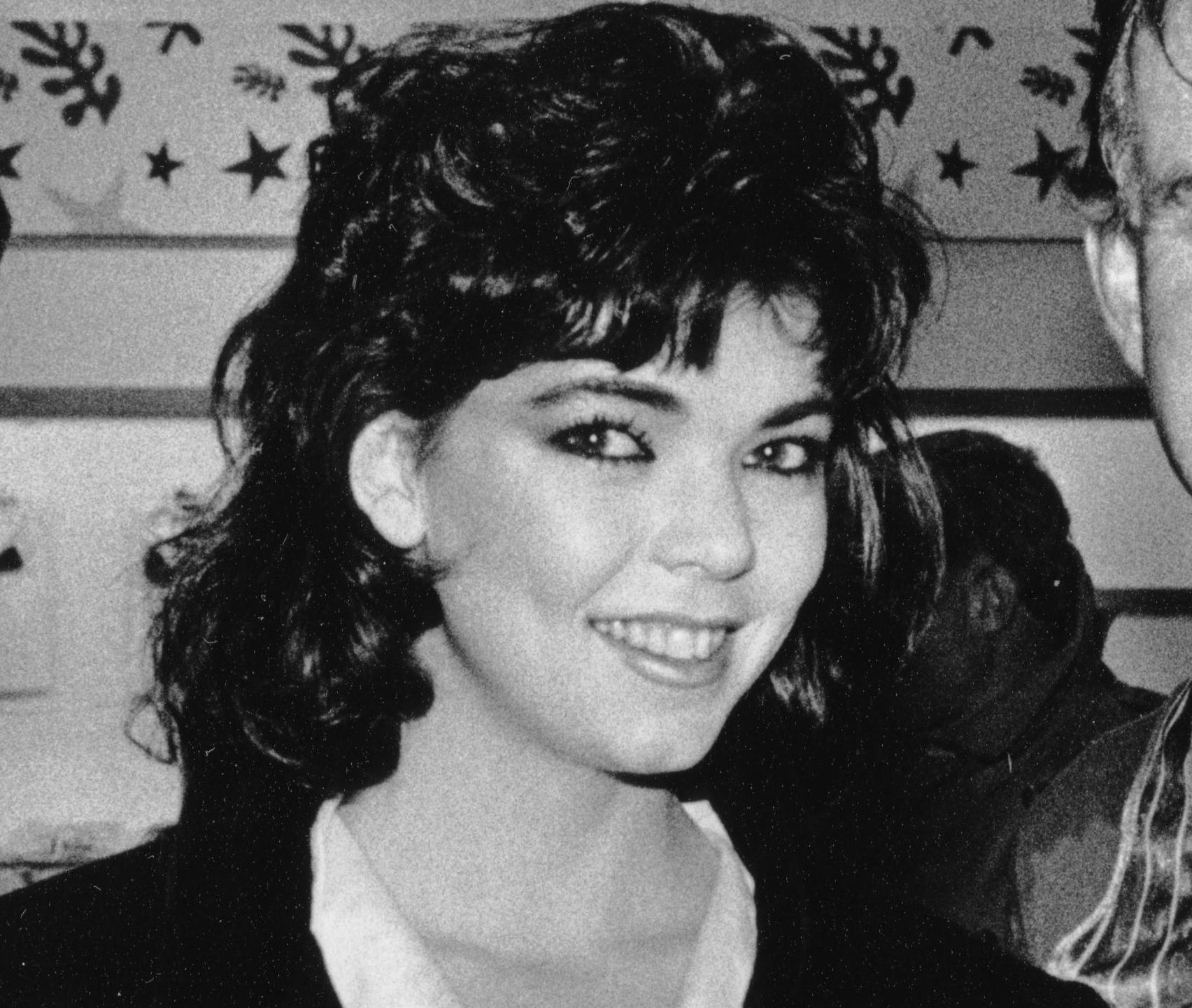
Lisa Howard

Lisa Howard (* 24. November 1963 in London, Ontario) ist eine kanadische Schauspielerin.

## Leben und Karriere
Howard wurde vor allem als Lilli Marquette in Mission Erde bekannt, in der sie während der ersten beiden Staffeln eine der Hauptrollen spielte. Nach der 3. Staffel schied sie freiwillig aus der Serie aus. Sie war der Ansicht, dass sich Mission Erde mittlerweile in eine andere Richtung bewegen würde und somit kein Platz mehr für ihre Figur Lilli Marquette sei.
Sie ist seit 1985 mit Daniel Howard Cerone verheiratet und hat zwei Kinder.

## Filmografie (Auswahl)
- 1983: Loving Friends and Perfect Couples (Fernsehserie, 2 Folgen)
- 1983: Runners – Ausgerissen (Runners)
- 1986: Der Frauenmörder von Los Angeles (Easy Prey, Fernsehfilm)
- 1986: Perry Mason: Tote geben keine Interviews (Perry Mason: The Case of the Shooting Star, Fernsehfilm)
- 1987: Monster Truck (Rolling Vengeance)
- 1987: Mondsüchtig (Moonstruck)
- 1988–1991: Zeit der Sehnsucht (Days of Our Lives, Fernsehserie, 285 Folgen)
- 1989: Der Rosenkrieg (The War of the Roses)
- 1991–1993: Tropical Heat (Fernsehserie, 3 Folgen)
- 1992: Nick Knight – Der Vampircop (Forever Knight, Fernsehserie, Folge 1x14)
- 1992, 1993: Auf eigene Faust (Counterstrike, Fernsehserie, 2 Folgen)
- 1994: RoboCop (Fernsehserie, Folge 1x14)
- 1994: Valley of the Dolls (Fernsehserie, 65 Folgen)
- 1994: Inspektor Janek und der Broadwaymörder (Janek: A Silent Betrayal, Fernsehfilm)
- 1994–1996: Highlander (Highlander: The Series, Fernsehserie, 14 Folgen)
- 1996: Outgun – Der Kopfgeldjäger (Bounty Hunters)
- 1996–1997: Susan (Suddenly Susan, Fernsehserie, 4 Folgen)
- 1997: Pretender (The Pretender, Fernsehserie, Folge 1x15)
- 1997: Hardball – Die Kopfgeldjäger II (Bounty Hunters 2: Hardball)
- 1997–2000: Mission Erde – Sie sind unter uns (Earth: Final Conflict, Fernsehserie, 49 Folgen)
- 1998: Der Serienmörder – Hotline ins Bordell (Sealed with a Kiss, Fernsehfilm)
- 1998: Da Vinci’s Inquest (Fernsehserie, Folge 1x07)
- 2000: First Wave – Die Prophezeiung (First Wave, Fernsehserie, Folge 2x16)
- 2005: Everwood (Fernsehserie, Folge 4x06)
- 2008: Long Island Confidential (Fernsehfilm)
- 2009: Nip/Tuck – Schönheit hat ihren Preis (Nip/Tuck, Fernsehserie, Folge 5x18)
- 2012: Body of Proof (Fernsehserie, Folge 2x11)